# 北の岬 (小説)
『北の岬』（きたのみさき）は、辻邦生の短編小説。1966年（昭和41年）10月、『審美』に発表された。1969年（昭和44年）2月、豪華限定本『北の岬』として、湯川書房より単行本刊行され、その後1970年（昭和45年）9月、第三短編集『北の岬』に収録される形で、筑摩書房より刊行された。
1976年（昭和51年）に、東宝配給で映画化された。

## あらすじ
語り手の「私」は、2年間の留学を終えてのパリからの帰途の船で、一人の修道女が朝の祈りを行っているところに遭遇する。マリ・テレーズという名のその修道女に、長い船旅の間に、「私」は徐々に心を惹かれていった。
帰国して横浜で下船し、婚約者の直子と再会を果たしても、「私」の胸中に湧いてくるのは予期していた再会の喜びではなく、マリ・テレーズと別れたことによる強い寂寥感だった。直子へのすまなさや、マリ・テレーズが聖職者であることから再会しに行こうとはしなかったが、やがて耐えきれなくなり、北海道まで彼女を訪ねにいった。
マリ・テレーズとの再会を果たした「私」は、曇天の宗谷岬で、彼女の唇を遂に求める。マリ・テレーズもまた、「私」を愛していると告げ、そして「私は、あなたへの愛をこえた愛を、その光をもたらす至高な存在への愛を、はっきり感じることができたのです。……よしんば、今この瞬間に死ななくてはならないとしても、それだけで完全にみたされているはずです。それは私たちに、つねにあの至上の光がわけ与えられているからです。私たちのうち、誰かが持ちこたえて、誰かが貧窮や悲惨のなかにいって、人間の魂の豊かさが、眼に見えるものや、物質だけで支えられているのではないことを証ししなければならないんです」と言うのだった。

## 登場人物
- 「私」 - 語り手。思想史専攻の学徒[1]。
- マリ・テレーズ - フランス人の修道女[5]。
- 直子 - 「私」の婚約者。帰国した「私」が別人のようになったことを女性の本能で感じ取り、密かに苦しむ[4]。

## 執筆・発表経過
1961年（昭和36年）、辻は滞在していたフランスから日本へ帰国し、その帰途の船で修道女と知り合った。辻はこの「……彼女の属する宗派がきわめて少数から成りたち、貧民救済や看護奉仕など厳しい実際的な社会活動をつづけていることに私は強く動かされ、そうした姿をそのまま作品のなかに描いた」としている。そして、帰国から間もない時期には、ノートに次のようなスケッチを書きつけ、これが『北の岬』のもととなった。
これを書きつけてから4年ほどが経った頃、辻は『審美』の編集責任者であった森川達也から執筆依頼を受け、本作の執筆に至った。脱稿は1966年（昭和41年）8月14日で、翌15日に後半の2ヶ所と最後の部分を書き直し、編集責任者に原稿を郵送している。
このようにして『北の岬』は同年10月、『審美』への発表に至ったが、辻によれば、修道女との恋愛は全て架空の出来事であるものの、コロンボやサイゴンでの出来事は事実であり、そうした現実との関係性が「何らかの誤解」を招くことを恐れて、その後刊行された短編集『異国から』（1968年）や『城・夜』（1969年）には収録を見送ったという。
ただし、1968年（昭和43年）に、湯川書房から200部の豪華限定本を出したいとの依頼があった際には、「この種の限定本なら、さして広く世間に拡がることはあるまい」として刊行に同意した。さらに1970年（昭和45年）には、既にモデルとなった人物と会ってから10年が経過しており、迷惑をかけることはないだろうとして、第三短編集に本作を収録し、表題作としている。

## 映画
1976年（昭和51年）4月3日に東宝系で公開された。東宝・俳優座映画放送共同製作。カラー。スタンダード。113分。監督は熊井啓。主演はクロード・ジャドと加藤剛。

### 制作
監督の熊井は、旧制松本高等学校で辻の後輩であり、卒業後から付き合いが始まった。『北の岬』を辻から贈られた熊井は、「いい素材だ」と考え、前作『サンダカン八番娼館 望郷』が終わってすぐに脚本の準備に入ったという。辻は映画化の話があったとき、即座に承知したとし、その理由として「文芸作品の映画化には困難な問題が多いのですが、熊井監督の映画を見てきた私には、小説の持った詩的意図が、熊井氏の手にかかれば映画独自の強烈な力で、一層適格に観客の心に滲るであろうことが、直感できたからでした」と述べている。
脚本は辻とも相談の上、マリーの設定は原作に忠実である一方、「私」のほうは「光雄」と名付けた上で、仕事に疑問を持ち始めたエリート技師という設定に変更し、物質文明を追いかける日本の姿という点で、マリーの生き方と対照的になるように設定された。
撮影は1975年（昭和50年）夏にパリで開始され、同時に俳優のオーディションが行われた。次いでスイスで撮影を行い、マルセイユからカサブランカへ船で渡った。その後、一度帰国し、俳優の来日を待って撮影が再開された。ラストの、雪が降る北海道の場面は積丹半島で撮影されたが、この場所を探すために、海岸線を延々と廻ったという。
マリ・テレーズ役のクロード・ジャドは、20人の中からの選考で最終的に熊井が決定したが、台詞は岩崎加根子による吹き替えで、輸出用プリントのみが本人の声となっている。

### キャスト
- マリ・テレーズ：クロード・ジャド
- 光男：加藤剛
- 古い修道女：田中絹代
- 直子：小川知子
- シモーヌ修道女：ドゥニーズ・ペロル
- アンドレ修道女：フランソワーズ・ゲルニエ
- マリ：テレーズの母：マルティーヌ・マティヤス
- 東パキスタンの娘：ミニ・サクージャ
- 東京支部の娘：大西加代子
- 元炭鉱夫：小林亘
- 稚内の少女：杣山久美

### スタッフ
- 製作：佐藤正之、椎野英之
- 原作：辻邦生
- 脚本：熊井啓、桂明子
- 監督：熊井啓
- 音楽：松村禎三
- 撮影：金宇満司
- 照明：野村隆三
- 美術：木村威夫
- 録音：太田六敏
- 編集：浦岡敬一

## 書誌情報

### 刊行本
- 『北の岬』（湯川書房、1969年2月）
  - 収録作品：「北の岬」
- 『北の岬』（筑摩書房、1970年9月25日）
  - 収録作品：「ランデルスにて」「北の岬」「風塵」「円形劇場から」「叢林の果て」
- 文庫版『北の岬』〈新潮文庫〉（新潮社、1974年）
  - 収録作品：「ランデルスにて」「北の岬」「風塵」「円形劇場から」「叢林の果て」
- 『遠い園生』（阿部出版、1990年）
  - 解説：清水徹。収録作品：「秋の光のなかで」「城」「円形劇場から」「蛙」「北の岬」「橋」「洪水の終り」「遠い園生」

### 全集収録
- 『辻邦生全集 2』（新潮社、2004年）
  - 収録作品：「異国から」「旅の終り」「ある晩年」「空の王座」「ある告別」「見知らぬ町にて」「蛙」「影」「城・夜」「城」「献身」「洪水の終り」「夜」「北の岬」「ランデルスにて」「風塵」「円形劇場から」「叢林の果て」